# Deryk Engelland
Deryk Engelland (ur. 3 kwietnia 1982 w Edmonton, Kanada) – hokeista kanadyjski, gracz ligi NHL.

## Kariera klubowa
- Moose Jaw Warriors (1998 - 2003)
- Lowell Lock Monsters (2003)
- Las Vegas Wranglers (2003 - 2005)
- Hershey Bears (2005 - 2007)
  -  South Carolina Stingrays (2005 - 2006)
  -  Reading Royals (2006 - 2007)
- Pittsburgh Penguins (16.07.2007 - 1.07.2014)
  -  Wilkes-Barre/Scranton Penguins (2007 - 2010)
  -  Rosenborg IHK (2012 - 2013)  -  lokaut w NHL
- Calgary Flames (1.07.2014 - 22.06.2017)
- Vegas Golden Knights (22.06.2017 -

## Sukcesy
Klubowe
- Calder Cup z zespołem Hershey Bears w sezonie 2005-2006 ligi AHL
- Clarence S. Campbell Bowl z zespołem Vegas Golden Knights w sezonie 2017-2018

Indywidualne
- NHL (2017/2018): Mark Messier Leadership Award